# Monte Aranda
Monte Aranda es un santuario de la naturaleza de Chile. Se encuentra ubicado en el Fundo Monte Aranda, de propiedad de Minera Los Pelambres a 2,5 kilómetros al oeste de la localidad de Caimanes, en la Región de Coquimbo. 
Es un lugar de gran interés del punto de vista ecológico, puesto que en esta área se encuentran especies amenazadas, como Jubaea chilensis, además es un sitio de gran valor patrimonial por contener cerca de 250 petroglifos pertenecientes a la cultura diaguita. En el lugar además funciona como un parque rupestre que recibe visitantes.

## Historia
El Parque Rupestre Monte Aranda tiene su origen en una campaña de rescate arqueológico llevada a cabo entre 2005 y 2006, producto de la construcción del tranque El Mauro de Minera Los Pelambres, en la hacienda de Monte Aranda, un lugar vecino a la comuna de Caimanes a 45 km de Los vilos, durante este periodo se registraron y excavaron los sitios, conforme a un plan de manejo estipulado por las autoridades competentes, logrando extraer alrededor de 240 petroglifos pertenecientes a la cultura Diaguita, y datados alrededor del 900 DC. el proceso de levantamiento de información terminaría por extenderse hasta 2013, estando este a cargo de profesionales de la Universidad de Chile, este proceso decantó en la valorización del patrimonio rescatado y la consiguiente fundación del Parque Rupestre Monte Aranda, que abrió sus puertas al público en 2016. El sitio fue declarado santuario de la naturaleza por el Concejo de Monumentos Nacionales de Chile, mediante el decreto N° 46, en el año 2017, producto de su gran valor ecológico y para la conservación de especies en peligro, como la Palma Chilena (Jubaea chilensis)

## Biodiversidad

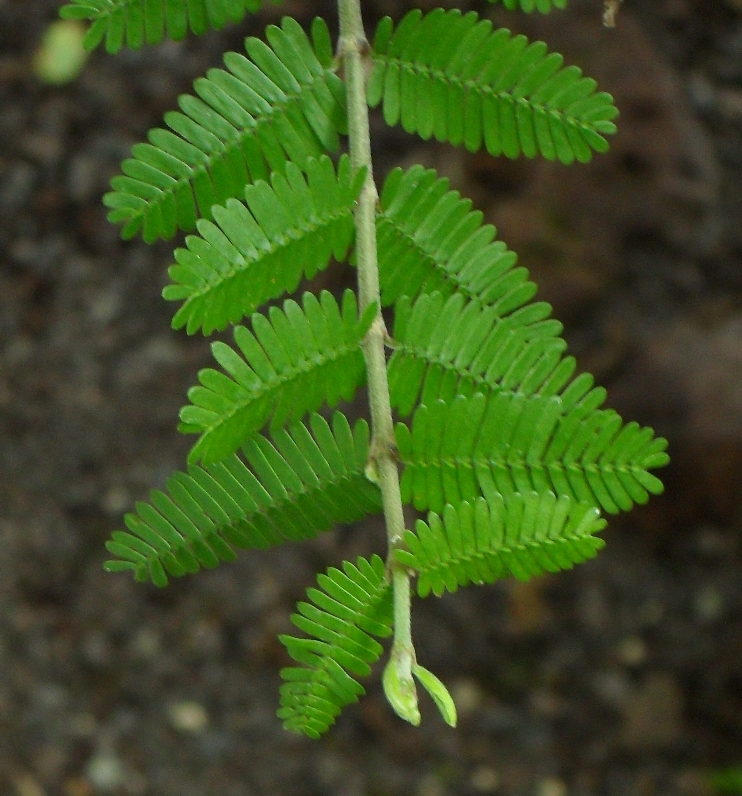
Porlieria

### Flora
La zona tiene una gran variedad de flora y un alto endemismo, pero la flora más importante de la zona es la población de Palma chilena (Jubaea chilensis), que es una especie endémica que se encuentra en peligro de extinción.

Se descubrió que los dos ecosistemas terrestres de esta zona, los arbustos de hoja dura del Mediterráneo interior Quillaja saponaria y Porlieria chilensis, y los arbustos espinosos del Mediterráneo interior Trevoa quinquinervia y Colliguaja odorifera, tienen un bajo nivel de protección a nivel nacional.

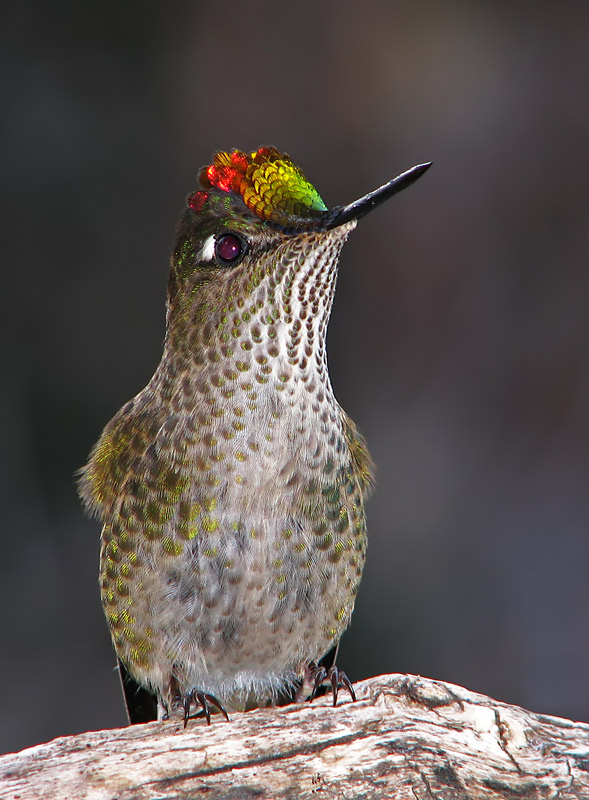
Picaflor colibrí rubi

En esta zona se han encontrado 41 especies de plantas vasculares, de las cuales 4 están clasificadas como categorías de protección nacional, de las cuales 2 están amenazadas la antes mencionada Jubaea chilensis) y Porlieria chilensis.

### Fauna
En el zona se han reconocido al menos 55 especies (45 especies de aves, 5 especies de reptiles, 4 especies de mamíferos y 1 especie de anfibios). Las aves más registradas son la codorniz, el picaflor chico, Tenca, Diuca y la Turca, mientras que la abundancia de las otras especies es menor. Por otro lado, las especies de reptiles más abundantes son el lagartija oscura (Liolaemus fuscus), lagartija falsa Lemniscata (Liolaemus pseudolemniscatus), lagartija de monte (Liolaemus monticola) y la lagartija lemniscata (Liolaemus lemniscatus).

## Superficie
El área del santuario de la naturaleza  se ubica a 2,5 kilómetros al oeste de la localidad de Caimanes, en la comuna de Los Vilos y posee una superficie total de 476,7 hectáreas, así mismo esta área se encuentra inmersa en un Sitio Prioritario de Conservación de la Biodiversidad de la Región de Coquimbo, conocido como "Quebrada de Culimo", esta área es parte de la ecorregión mediterránea, la cual presenta una escasa representatividad a nivel mundial además tiene una bajísima representación en el Sistema Nacional de Áreas Protegidas del Estado. "La ecorregión mediterránea de Chile ha sido catalogada como hotspot por su valor y vulnerabilidad a nivel mundial ("Bosques Chilenos Templados Valdivianos y de Lluvia Invernal")." En cuanto al Parque Rupestre Monte Aranda, este posee una superficie de 25 Hectáreas y se encuentra inmerso en el área del santuario.